# Peter Duncan
Peter Duncan (nascido em 3 de maio de 1954) é um ator e apresentador de televisão britânico, sendo mais conhecido por apresentar o programa infantil Blue Peter na BBC e por depois exibir documentários sobre sua família.